# Kcynia (gmina)
Kcynia est une gmina mixte du powiat de Nakło, Couïavie-Poméranie, dans le centre-nord de la Pologne. Son siège est la ville de Kcynia, qui se situe environ 18 km au sud-ouest de Nakło nad Notecią et 38 km à l'ouest de Bydgoszcz.
La gmina couvre une superficie de 297,02 km2 pour une population de 13 730 habitants.

## Géographie
La gmina est bordée par les gminy de Gołcza, Iwanowice, Jerzmanowice-Przeginia, Sułoszowa, Trzyciąż, Wielka Wieś et Zielonki.